# Верхоли
Верхо́ли —  село в Україні, у Полтавській міській громаді Полтавського району Полтавської області. Населення становить 90 осіб. До 2020 орган місцевого самоврядування — Ковалівська сільська рада.

## Населення

### Мова
Розподіл населення за рідною мовою за даними перепису 2001 року:
| Мова       | Кількість | Відсоток |
| ---------- | --------- | -------- |
| українська | 416       | 92.44%   |
| російська  | 23        | 5.11%    |
| вірменська | 10        | 2.22%    |
| румунська  | 1         | 0.23%    |
| Усього     | 450       | 100%     |

## Географія
Село Верхоли знаходиться на лівому березі річки Коломак, вище за течією на відстані 0,5 км розташоване село Грабинівка, нижче за течією на відстані 1 км розташоване село Соснівка. Село оточене лісовим масивом (сосна). Поруч проходить автомобільна дорога М03.

## Історія
12 червня 2020 року, відповідно до розпорядження Кабінету Міністрів України № 721-р «Про визначення адміністративних центрів та затвердження територій територіальних громад Полтавської області», село увійшло до складу Полтавської міської громади.
19 липня 2020 року, в результаті адміністративно - територіальної реформи та ліквідації Полтавського району (1925—2020), село увійшло до складу новоутвореного Полтавського району.

## Економіка
- Verholy Relax Park - готельно-ресторанний комплекс
- «Резиденція "Валенсія"», база відпочинку.
- Дитячий спортивно-оздоровчий табір «Олімпійські надії».

## Об'єкти соціальної сфери
- Школа I-II ст.
- Клуб.